# Ken Kallaste
Ken Kallaste (ur. 31 sierpnia 1988 w Tallinnie) – estoński piłkarz grający na pozycji obrońcy, zawodnik Levadii. Reprezentant Estonii.

## Życiorys
Ken jest synem byłego reprezentanta Estonii Risto Kallaste, który na początku lat 90. występował w tamtejszej kadrze.

### Kariera klubowa
W 2004 grał w estońskim klubie Lelle SK z II liiga, następnie w takich klubach jak: Pärnu JK Tervis z Esiliiga (2005), Valga FC Warrior z Meistriliiga (2006), Tallinna FC Flora (2006–2009), Viljandi JK Tulevik (2008), Nõmme Kalju FC (2010–2015), Górnik Zabrze z Ekstraklasy (2016) i Korona Kielce (2016–2019). 1 lipca 2019 podpisał kontrakt z polskim klubem GKS Tychy z I ligi, umowa do 30 czerwca 2020; bez odstępnego. Tyski klub nie przedłużył kończącej się umowy z Kenem Kallaste. 
27 lipca 2020 podpisał kontrakt z estońskim klubem Tallinna FC Flora, umowa do 31 grudnia 2022. W klubie zadebiutował 7 sierpnia 2020 na stadionie A. Le Coq Arena w wygranym 3:0 meczu ligowym przeciwko FC Kuressaare.

### Kariera reprezentacyjna
Reprezentant Estonii w kategoriach: U-17, U-18, U-19, U-21 i U-23.
W seniorskiej reprezentacji Estonii zadebiutował 8 listopada 2012 na stadionie Kompleks Sportowy im. Sułtana Kabusa ibn Sa’ida (Bauszar, Oman) w wygranym 2:1 towarzyskim meczu przeciwko Omanowi. Na boisku przebywał przez pełne 90 minut meczu.

## Statystyki

### Reprezentacyjne
Stan na 7 czerwca 2014
| Mecze i gole w reprezentacji | Mecze i gole w reprezentacji | Mecze i gole w reprezentacji | Mecze i gole w reprezentacji | Mecze i gole w reprezentacji | Mecze i gole w reprezentacji | Mecze i gole w reprezentacji |
| #                            | Data                         | Stadion                      | Rywal                        | Wynik                        | Gol                          | Rozgrywki                    |
| 2012                         | 2012                         | 2012                         | 2012                         | 2012                         | 2012                         | 2012                         |
| ---------------------------- | ---------------------------- | ---------------------------- | ---------------------------- | ---------------------------- | ---------------------------- | ---------------------------- |
| 1.                           | 08.11.2012                   | Maskat, Oman                 | Oman                         | 2:1                          | 0                            | towarzyski                   |
| 2013                         |                              |                              |                              |                              |                              |                              |
| 2.                           | 15.11.2013                   | Tallinn, Estonia             | Azerbejdżan                  | 2:1                          | 0                            | towarzyski                   |
| 2014                         |                              |                              |                              |                              |                              |                              |
| 3.                           | 05.03.2014                   | Gibraltar, Gibraltar         | Gibraltar                    | 2:0                          | 0                            | towarzyski                   |
| 4.                           | 26.05.2014                   | Tallinn, Estonia             | Gibraltar                    | 1:1                          | 0                            | towarzyski                   |
| 5.                           | 29.05.2014                   | Lipawa, Łotwa                | Łotwa                        | 0:0                          | 0                            | towarzyski                   |
| 6.                           | 31.05.2014                   | Windawa, Łotwa               | Finlandia                    | 0:2                          | 0                            | towarzyski                   |
| 7.                           | 04.06.2014                   | Reykjavík, Islandia          | Islandia                     | 0:1                          | 0                            | towarzyski                   |
| 8.                           | 07.06.2014                   | Tallinn, Estonia             | Tadżykistan                  | 2:1                          | 0                            | towarzyski                   |

## Sukcesy

### Klubowe
Tallinna FC Flora
- Zdobywca drugiego miejsca w Meistriliiga: 2008
- Zdobywca Pucharu Estonii: 2008/2009
- Zdobywca Superpucharu Estonii: 2009

Nõmme Kalju FC
- Mistrz Estonii: 2012
- Zdobywca drugiego miejsca w Meistriliiga: 2011, 2013
- Zdobywca Pucharu Estonii: 2014/2015
- Zdobywca drugiego miejsca w Pucharze Estonii: 2012/2013
- Zdobywca drugiego miejsca w Superpucharze Estonii: 2013

GKS Tychy
- Ćwierćfinalista w Pucharze Polski: 2019/2020